# Стерпоаја (Горж)
Стерпоаја (рум. Sterpoaia) насеље је у Румунији у округу Горж у општини Аниноаса. Oпштина се налази на надморској висини од 211 m.

## Становништво
Према подацима из 2002. године у насељу је живело 988 становника, од којих су сви румунске националности.